# شكوفيا لوكا
شكوفيا لوكا (بالسلوفينية: Škofja Loka) هي بلدة ومستوطنة تقع في سلوفينيا في بلدية شكوفيا لوكا ‏.[بحاجة لمصدر] يقدر عدد سكانها بـ 11,830 نسمة ومساحتها 4.5 كم2 وترتفع عن سطح البحر 351.8 متر.

## المدن التوأمة
مدن Obervellach، Smederevska Palanka، ماسميخيلين، Agros، تريافنا، Sesimbra Municipality، سيريت، مارساسكالا، بريناي، زفولن، Türi، سوشيتسا، سيغولدا، كوسيغ، خوينا، يودنبورغ، Oxelösund، كاركيلا، Sherborne، بروزة، Niederanven، ميرسن، هوفاليز، هولستيبرو، Granville، بوندوران، Bellagio، باد كوتستينغ، ألتيا، تابور وفرايزنغ هي مدن توأمة لـشكوفجا لوكا.

## الجغرافيا
تقع شكوفيا لوكا على ارتفاع 354 مترًا (1,161 قدمًا)، عند التقاء نهري بوليان سورا وسيلكا سورا، ويقع مركزها القديم على مدرجات النهر، ويضم ساحة البلدة (بلاك) والساحة السفلى (لونترغ). وعلى هضبة فوق البلدة تقف قلعة لوكا التي تضم متحف لوكا. 

## أعلام
- يان أوبلاك
- أليكساندرا كورنهاوزر فريزر
- براتكو بيبيتش